# 明石町 (東京都中央區)
明石町（日语：／ Akashichō */?）是東京都中央區的地名。

## 地理
位於隅田川河口西岸，與相鄰的湊合稱為鐵砲洲，屬於廣義的築地地區，也屬舊京橋區京橋地域。町內有聖路加國際醫院與中央區相關設施。明治時代為外國人居留地，與西洋文化關係深遠。

## 歷史

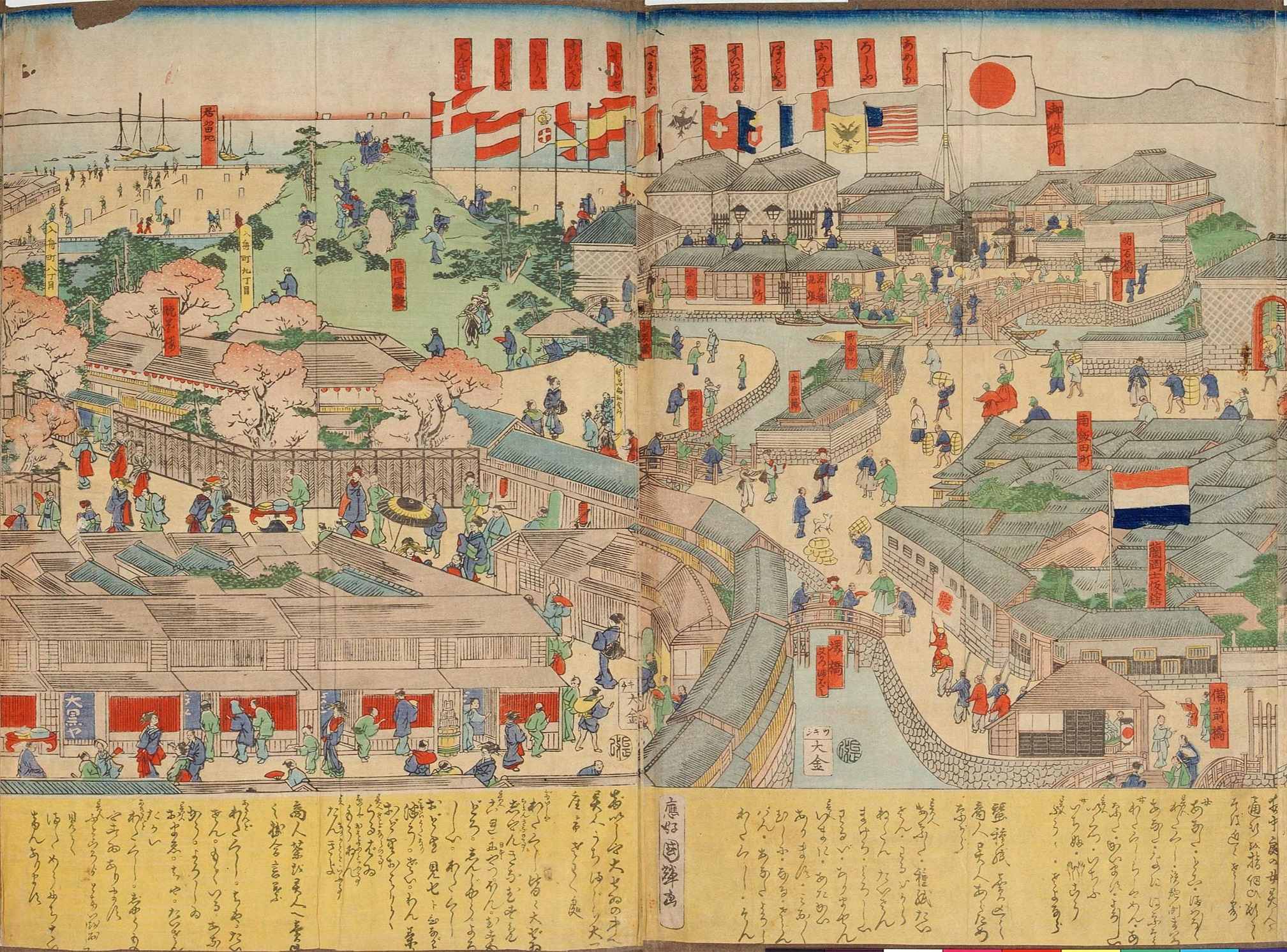
1862年（文久2年）的鐵砲洲

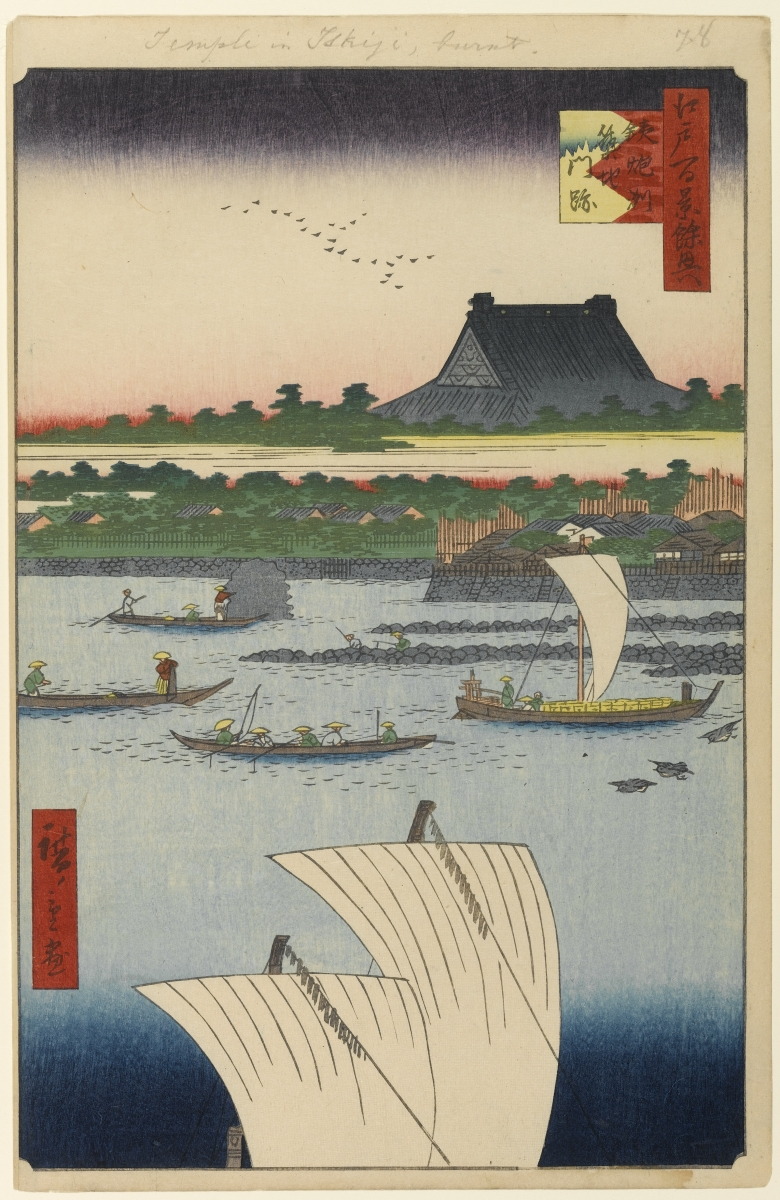
『江戶百景余興』
鐵砲洲築地門跡

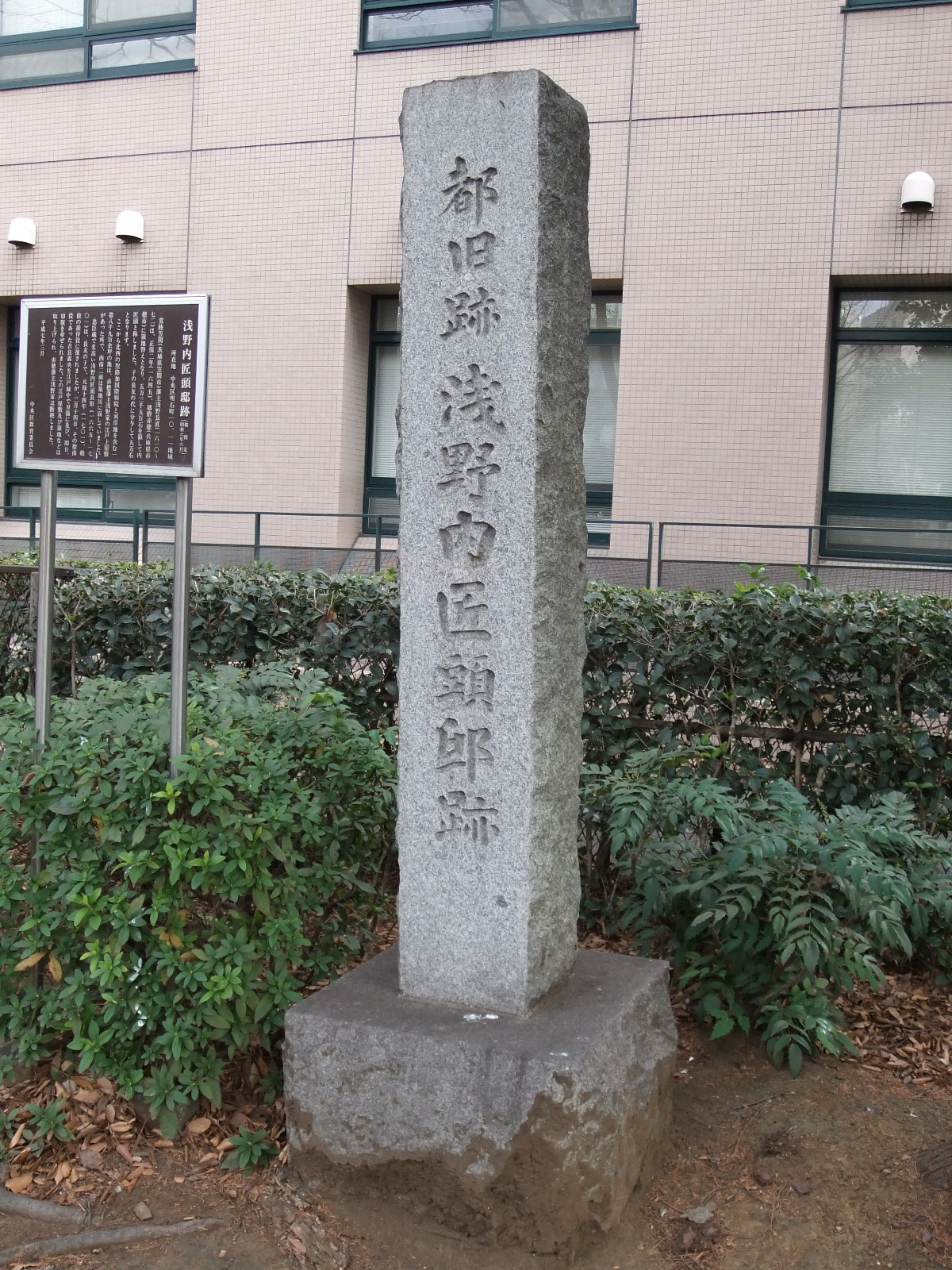
淺野内匠頭邸跡

### 江戶期
当初的明石町是明石橋東端的極狹小地區，現在的町域在江戶時代是明石町、十軒町、船松町二丁目和武家地。武家地內有以元祿赤穂事件聞名的赤穂藩淺野家藩邸。
前野良澤等人在中津藩奥平家中屋敷完成解體新書，為蘭學事始之地。1858年（安政5年），福澤諭吉在同地開辦蘭學塾，也就是慶應義塾的前身。

### 明治期
1869年（明治2年）設置築地居留地，為文明開化的中心。同年，本地的運上所（現東京稅關）內設置電信機役所，連結橫濱裁判所（現橫濱地方裁判所）的電報線路是日本第一條公共電報線路，為電信創業之地。
英國傳教士亨利·福尔兹滯留此地，因日本有拇印的習慣而開始研究指紋，是指紋研究發源地。
明石町除了前述的慶應義塾以外，也是立教大學、明治學院等多間大學的發源地。這一帶地區是許多事物的發源地，例如入船的鞋業、築地的活字等等。

### 之後
居留地治外法權取消後，1899年（明治32年）廢止居留地，聖路加國際醫院等西洋設施仍保留當時居留地時代遺風。1932年（昭和7年）編入入船町六丁目。
1945年（昭和20年）東京大空襲，因聖路加醫院的存在，築地一帶未成為攻擊目標。日本投降後的盟軍佔領時期，駐日盟軍總司令部（GHQ）接收周邊建物。
1968年（昭和41年）編入入船町三丁目，形成現在的町域。進入平成時代後開始進行聖路加花園等水岸地區開發。

### 地名的由來
播磨國明石漁師的居住地，當地稱為明石浦。

## 設施
教育
- 聖路加看護大學

所轄之警察署、消防署
- 築地警察署（所在地：築地）
- 京橋消防署 築地出張所

企業
- 聖路加國際醫院
- 國際紙漿紙張商事（國際紙パルプ商事） 本社
- 日本物産 本社

## 觀光
景點、遺跡
- 淺野内匠頭邸跡

## 交通
明石町沒有鐵路站，最近的站是東京地下鐵有樂町線新富町站，以及東京地下鐵日比谷線築地站。
道路
- 東京都道473號新富晴海線

巴士
- 都營巴士 東15系統
- 日立自動車交通 江戶巴士南循環

## 備註
1. ↑  町丁目別世帯数男女別人口　中央区ホームページ  平成25年8月1日現在 的存檔，存档日期2013-03-12.
2. ↑  築地地區 町名の由来 - 中央區ホームページ内 的存檔，存档日期2009-04-25.，2011-07-27閲覧。